# Cá mút đá túi
Cá mút đá túi, tên khoa học Geotria australis, còn được gọi là cá mút đá rộng miệng, là loài duy nhất trong chi Geotria, và là loài duy nhất trong họ Geotriidae.